# Tainia
Tainia es un género que tiene asignada 34 especies de orquídeas de hábitos terrestres. Es originario del sur de Asia.

## Descripción
Son plantas de hábitos terrestres, caducifolias con hojas pecioladas y largas inflorescencias con pocas o muchas flores de gran tamaño que aparecen con el sépalo lateral fusionado al pie de la columna, formando un mentón, el labio está o no ocultó a los pies de la columna, entero o tri-lobulado. Tiene ocho polinias.

## Distribución
Se encuentran desde India hasta China S.E. Asia y sur de Indonesia.

## Especies deTainia
- Tainia angustifolia (Lindl.) Benth. & Hook.f., Gen. Pl. 3: 515 (1883)
- Tainia bicornis (Lindl.) Rchb.f., Bonplandia (Hannover) 5: 54 (1857)
- Tainia caterva T.P.Lin & W.M.Lin, Taiwania 54: 330 (2009)
- Tainia cordifolia Hook.f., Hooker's Icon. Pl. 19: t. 1861 (1889)
- Tainia crassa (H.Turner) J.J.Wood & A.L.Lamb, Malesian Orchid J. 2: 54 (2008)
- Tainia dunnii Rolfe, J. Linn. Soc., Bot. 38: 368 (1908)
- Tainia elmeri Ames, Leafl. Philipp. Bot. 5: 1570 (1912)
- Tainia emeiensis (K.Y.Lang) Z.H.Tsi, in Fl. Reipubl. Popul. Sin. 18: 236 (1999)
- Tainia hennisiana (Schltr.) P.F.Hunt, Kew Bull. 26: 182 (1971)
- Tainia hongkongensis Rolfe, Bull. Misc. Inform. Kew 1896: 195 (1896)
- Tainia latifolia (Lindl.) Rchb.f., Bonplandia (Hannover) 5: 54 (1857)
- Tainia laxiflora Makino, Bot. Mag. (Tokyo) 23: 138 (1909)
- Tainia longiscapa (Seidenf.) J.J.Wood & A.L.Lamb, Malesian Orchid J. 2: 54 (2008)
- Tainia macrantha Hook.f., Hooker's Icon. Pl. 19: t. 1860 (1889)
- Tainia maingayi Hook.f., Fl. Brit. India 5: 822 (1890)
- Tainia malayana J.J.Sm., Repert. Spec. Nov. Regni Veg. 31: 76 (1932)
- Tainia marmorata (J.J.Sm.) J.J.Wood & A.L.Lamb, Malesian Orchid J. 2: 54 (2008)
- Tainia megalantha (Tang & F.T.Wang) ined.
- Tainia minor Hook.f., Fl. Brit. India 5: 821 (1890)
- Tainia obpandurata H.Turner, Orchid Monogr. 6: 85 (1992)
- Tainia papuana J.J.Sm., Bull. Dép. Agric. Indes Néerl. 39: 21 (1910)
- Tainia paucifolia (Breda) J.J.Sm., Bull. Jard. Bot. Buitenzorg, II, 8: 5 (1912)
- Tainia penangiana Hook.f., Fl. Brit. India 5: 820 (1890)
- Tainia ponggolensis (A.L.Lamb ex H.Turner) J.J.Wood & A.L.Lamb, Malesian Orchid J. 2: 54 (2008)
- Tainia purpureifolia Carr, Gard. Bull. Straits Settlem. 8: 199 (1935)
- Tainia ruybarrettoi (S.Y.Hu & Barretto) Aver., Opred. Orkhid. V'etnama: 403 (1994)
- Tainia scapigera (Hook.f.) J.J.Sm., Bull. Jard. Bot. Buitenzorg, II, 8: 6 (1912)
- Tainia serratiloba Ormerod, Austrobaileya 7: 202 (2005)
- Tainia simondii (Seidenf. ex Aver.) ined.
- Tainia speciosa Blume, Bijdr.: 354 (1825)
- Tainia trinervis (Blume) Rchb.f., Bonplandia (Hannover) 5: 54 (1857)
- Tainia vegetissima Ridl., J. Linn. Soc., Bot. 38: 328 (1908)
- Tainia viridifusca (Hook.) Benth. ex Hook.f., Fl. Brit. India 5: 820 (1890)
- Tainia wrayana (Hook.f.) J.J.Sm., Bull. Jard. Bot. Buitenzorg, II, 8: 6 (1912)